# Simcity 4: Rush Hour
SimCity 4: Rush Hour är den första och den hittills enda expansionen till SimCity 4. Spelet släpptes det andra halvåret 2003.
Man har nu lagt till en del extra saker till spelet. Bland annat kan man nu bygga järnvägar för pendeltåg, motorvägar utan pelare och hamnar för färjor. Man kan nu även bygga större skolor i områden med en stor befolkning.
En annan nyhet är att man nu kan köra bil i sin stad och även köra på uppdrag för till exempel brandkåren och polisen.